# Mesa (Arizona)
Mesa is een stad in de Amerikaanse staat Arizona en telt 396.375 inwoners. Het is hiermee de 42e stad in de Verenigde Staten (2000). De landoppervlakte bedraagt 323,7 km², waarmee het de 47e stad is.
In Mesa bevindt zich een lokaal districtskantoor voor rangers van de United States Forest Service van waaruit het gebied van het Tonto National Forest wordt beheerd.

## Demografie
Van de bevolking is 13,3 % ouder dan 65 jaar en bestaat voor 24,2 % uit eenpersoonshuishoudens. De werkloosheid bedraagt 2,2 % (cijfers volkstelling 2000).
Ongeveer 19,7 % van de bevolking van Mesa bestaat uit hispanics en latino's, 2,5 % is van Afrikaanse oorsprong en 1,5 % van Aziatische oorsprong.
Het aantal inwoners steeg van 290.212 in 1990 naar 396.375 in 2000.

## Klimaat
In januari is de gemiddelde temperatuur 11,6 °C, in juli is dat 32,9 °C. Jaarlijks valt er gemiddeld 215,9 mm neerslag (gegevens op basis van de meetperiode 1961-1990).

## Onderwijs
- Sabena Airline Training Center

## Plaatsen in de nabije omgeving
De onderstaande figuur toont nabijgelegen plaatsen in een straal van 24 km rond Mesa.

## Geboren
- Marcus Brunson (1978), atleet
- Misty Hyman (1979), zwemster
- Christina Birch (1986), baanwielrenster
- Breeja Larson (1992), zwemster